# Speed Demos Archive
Speed Demos Archive (conhecida também como SDA) é um site dedicado a speedruns de jogos eletrônicos. O foco primário do SDA está em hospedar vídeos de speedruns em alta qualidade, disponíveis para download, e hoje o site conta com mais de 1 100 jogos, com mais jogos sendo adicionados regularmente. O SDA também realiza duas maratonas de speedrunning voltadas à caridade, a Awesome Games Done Quick e a Summer Games Done Quick. Até agora já foram realizadas treze maratonas, e mais de 5,5 milhões de dólares foram arrecadados para diversas caridades, a edição de maior sucesso até agora sendo a Awesome Games Done Quick 2015, que arrecadou mais de 1,5 milhões de dólares para a Prevent Cancer Foundation.

## História
O site originalmente começou como um acervo de corridas do jogo Quake. O SDA foi formado inicialmente por Nolan "Radix" Pflug, de Pittsburgh, Pensilvânia, unindo-se a um site criado por Gunnar e Jesse em abril de 1998. Em 2004, após o sucesso de sua corrida 100% de Metroid Prime, Radix expandiu o SDA para incluir demonstrações de outros jogos. Mike Uyama assumiu a administração do site em 2006. Em janeiro de 2010, o SDA realizou sua primeira maratona de caridade, o Classic Games Done Quick, arrecadando mais de 10 000 dólares para a CARE.

## Conteúdo
Em janeiro de 2015, o SDA já hospedava vídeos de speedruns de cerca de 1 100 jogos. Todas essas corridas estão disponíveis para download, e quase todas elas em múltiplas qualidades de vídeo. O site inclui vídeos de jogos populares como Mega Man, Metroid, The Legend of Zelda, Super Mario Bros., e Sonic the Hedgehog. O site já foi destacado várias vezes em publicações como a Electronic Gaming Monthly e no programa Attack of the Show! do canal G4 TV. Algumas das corridas também apareceram em um episódio de Pure Pwnage.
Vídeos enviados ao SDA passaram por um processo de verificação, onde membros da comunidade familiares com o jogo assistem a corrida e atestam sua qualidade, tanto em termos de qualidade de vídeo como de jogabilidade, e certificam que a corrida segue as regras do SDA. Cada corrida é analisada por múltiplos membros, que documentam suas impressões à equipe do site; a equipe então faz a decisão final sobre se a corrida será aceita ou não, e o veredicto é publicado juntamente às respostas dos membros analisadores no fórum público. Ao aceitar, a corrida é codificada em múltiplas qualidades e acrescentada à fila de atualização; posteriormente, a corrida é publicada no site junto com os comentários do corredor. Algumas corridas também contêm uma segunda faixa de áudio com comentários.

### Regras
O SDA aceita speedruns em três categorias:
- Segmentado, onde a corrida é feita em múltiplas partes usando o sistema para salvar o progresso do jogo. Essas corridas tipicamente recebem análise mais minuciosa comparada a corridas em outras categorias, pois se espera que elas tenham maior qualidade visto que o jogador pôde tentar cada seção do jogo individualmente, quantas vezes necessário.
- Segmento único, onde o jogo inteiro é concluído do início ao fim de uma só vez. Corridas de segmento único não podem reiniciar o jogo, exceto quando uma reinicialização seja necessária para continuar o jogo.
- Segmento único com reinicializações; como o próprio nome indica, esta categoria é similar a corridas de segmento único, exceto que reinicializações são permitidas. Nem todos os jogos podem participar desta categoria; a equipe aprova ou reprova a categoria para jogos específicos em casos onde uma reinicialização pouparia mais tempo do que em uma corrida normal de segmento único.

O SDA aceita corridas seguindo três diferentes requerimentos de conclusão: any% (qualquer%), que são corridas de pura velocidade, onde o jogo é terminado o mais rápido possível; 100%, onde o jogador deve concluir tudo e então terminar o jogo; e low% (baixa%), onde o jogador termina o jogo com a menor percentagem de conclusão possível. Outras categorias, como versões diferentes do mesmo jogo, são permitidas dependendo do jogo.
As corridas devem ser desempenhadas em seus consoles nativos, ou, no caso de jogos para computador, em computadores com configurações específicas; corridas em emuladores não são permitidas por uma série de razões, a principal sendo a dificuldade em confirmar que a corrida não foi assistida por ferramentas. É permitido se aproveitar de erros e glitches no jogo; em alguns casos onde o jogo é bastante propenso a glitches, uma categoria separada "sem pulos" é criada. Modificações não cosméticas ao jogo e modificações ao console ou ao controle não são permitidas. Glitches desencadeados interferindo a operação normal do console ou da mídia onde o jogo está armazenado enquanto o jogo está em execução, tal como o truque do cartucho inclinado do N64, não são permitidos.
As corridas devem ser gravadas usando captura direta, em geral usando uma placa de captura ou um gravador de DVD. Em alguns casos, uma corrida pode ser rejeitada simplesmente por ter sido gravada em baixa qualidade de vídeo.

## Trabalho de caridade
Depois de uma reunião inicial na MAGFest, a comunidade do SDA, inspirada pelo TheSpeedGamers, começou sua primeira maratona de caridade em janeiro de 2010, denominada Classic Games Done Quick. Imagens capturadas diretamente do jogo e dos jogadores foram transmitidas ao vivo na página inicial do SDA. A maratona foi um sucesso, arrecadando mais de 10 000 dólares para a CARE. A partir de 2011, o SDA começou duas maratonas anuais: a Awesome Games Done Quick (AGDQ) no inverno, e a Summer Games Done Quick (SGDQ) no verão. Cada maratona subsequente passou a ser substancialmente mais bem-sucedida que a anterior, com as edições de 2011 e 2012 da AGDQ arrecadando 53 000 dólares e 149 000 dólares, respectivamente, para a Prevent Cancer Foundation.
Em abril de 2011, após o terremoto e tsunami de Tohoku em 2011, o SDA organizou uma maratona denominada Japan Relief Done Quick. A maratona ocorreu com cada corredor transmitindo diretamente de suas casas, em vez de ter todos eles organizados em uma localização central. JRDQ arrecadou 25 000 dólares para o Médicos sem Fronteiras.
Durante as maratonas, um contador é colocado no rodapé da transmissão, exibindo quanto foi arrecadado até então, e permitindo espectadores a doarem diretamente a instituições de caridade através de uma conta do PayPal. Espectadores que doam recebem a opção de enviar uma mensagem aos participantes da maratona que é lida durante a transmissão, permitindo-lhes a votar com o dinheiro da doação em, entre outras coisas, qual jogo eles desejam assistir, qual nome eles querem dar aos personagens, ou pedir que os corredores tentem proezas específicas como truques ou glitches mais complexos. Os prêmios variam no decorrer da maratona; todos os doadores entram em uma rifa, desde que atendam a soma mínima de doações dentro de um intervalo de tempo para cada prêmio. Todas as doações sempre contam a favor de prêmios maiores, mas a maioria dos demais prêmios requer doações durante corridas ou blocos específicos.
No dia 27 de janeiro de 2013, o SDA anunciou que a AGDQ 2013 havia arrecadado 448 423,27 dólares, ultrapassando o total de 443 165,29 dólares acumulado pela Desert Bus for Hope e passando a ser a maratona de jogos voltada a caridade de maior sucesso de todos os tempos. No dia 1 de agosto de 2013, o SDA anunciou um total arrecadado de 255 160,62 dólares da maratona SGDQ 2013. Em 16 de janeiro de 2014, o SDA anunciou mais de 1 025 000 dólares em doações do evento AGDQ de 2014. A Summer Games Done Quick 2014, realizada entre 22 e 28 de junho, arrecadou mais de 718 000 dólares para o Médicos sem Fronteiras.
Foi determinado que a AGDQ 2015 levantou mais de 1,5 milhões de dólares para a Prevent Cancer Foundation depois que foi descoberto que o contador de doações havia omitido cerca de 400 000 dólares em doações.
A Summer Games Done Quick de 2015 passou a ser a primeira edição da SGDQ a ultrapassar a marca de 1 milhão de dólares em doações no dia 1 de agosto de 2015, com doações acumulando mais de 1,2 milhões de dólares, mais que todos os eventos SGDQ anteriores combinados.

### Lista de maratonas
| Maratonas concluídas          | Maratonas concluídas              | Maratonas concluídas | Maratonas concluídas             | Maratonas concluídas  | Maratonas concluídas | Maratonas concluídas |
| Maratona                      | Datas                             | Jogos                | Caridade                         | Doações               | Grande prêmio | Comentários |
| ----------------------------- | --------------------------------- | -------------------- | -------------------------------- | --------------------- | --- | --- |
| Classic Games Done Quick      | 1 a 3 de janeiro de 2010          | 72                   | CARE                             | 10 531,64 dólares     | N/A | Primeira maratona do SDA. |
| Awesome Games Done Quick 2011 | 6 a 11 de janeiro de 2011         | 98                   | Prevent Cancer Foundation        | 53 379,83 dólares     | N/A | |
| Japan Relief Done Quick       | 7 a 10 de abril de 2011           | 67                   | Médicos sem Fronteiras           | 25 800,33 dólares     | Pacote de jogos para PC | Maratona de emergência para apoio às vítimas do terremoto e tsunami de Tohoku em 2011. |
| Summer Games Done Quick 2011  | 4 a 6 de agosto de 2011           | 46                   | Organization for Autism Research | 21 396,76 dólares     | Nintendo 3DS com The Legend of Zelda: Ocarina of Time 3D | |
| Awesome Games Done Quick 2012 | 4 a 9 de janeiro de 2012          | 107                  | Prevent Cancer Foundation        | 149 044,99 dólares    | Réplica da Master Sword | |
| Summer Games Done Quick 2012  | 24 a 28 de maio de 2012           | 74                   | Organization for Autism Research | 46 278,99 dólares     | Pacote Wii | |
| Awesome Games Done Quick 2013 | 6 a 12 de janeiro de 2013         | 128                  | Prevent Cancer Foundation        | 448 423,27 dólares    | Pacote Wii U, gunblade do Squall | |
| Summer Games Done Quick 2013  | 25 a 30 de julho de 2013          | 90                   | Médicos sem Fronteiras           | 257 181,07 dólares    | Controle de arcade Hitbox para PS3/PC, Nintendo 3DS XL | |
| Awesome Games Done Quick 2014 | 5 a 11 de janeiro de 2014         | 139                  | Prevent Cancer Foundation        | 1 031 189,00 dólares  | Edição limitada Adventure Set de The Legend of Zelda: Majora's Mask, computador híbrido NES/PC dentro da carcaça de um NES ("NES PC"), brasão Hylian verde e dourado em vidro temperado | Primeira maratona do SDA a arrecadar mais de um milhão de dólares. |
| Summer Games Done Quick 2014  | 22 a 28 de junho de 2014          | 156                  | Médicos sem Fronteiras           | 718 155,07 dólares    | Wii U 32GB Mario & Luigi Deluxe Set e Nintendo 3DS XL | 82 984,71 dólares dos fundos foram arrecadados através do SGDQ 2014 Bundle. |
| Awesome Games Done Quick 2015 | 4 a 10 de janeiro de 2015         | 166                  | Prevent Cancer Foundation        | 1 576 085,00 dólares  | Máquina de pinball, PlayStation 4 | 200 556,24 dólares dos fundos foram arrecadados através do AGDQ 2015 Bundle. |
| God of War Done Quick         | 20 de março de 2015               | 6                    | AbleGamers Foundation            | Mais de 3 500 dólares | Mercadoria e produtos PlayStation e God of War | Evento especial realizado na Sony Santa Monica como parte dos dez anos da franquia God of War. Todos os principais títulos da série foram jogados ao vivo ou exibidos em destaques. Os jogos incluem God of War, God of War II, God of War III, Ascension, e as versões para PlayStation 3 de Chains of Olympus e Ghost of Sparta lançados originalmente para o PlayStation Portable. |
| Summer Games Done Quick 2015  | 26 de julho a 1 de agosto de 2015 | 159                  | Médicos sem Fronteiras           | 1 233 844,10 dólares  | Alienware Area-51 Gaming Desktop | Primeira edição da SGDQ a arrecadar mais de 1 milhão de dólares em doações; arrecadou mais que todas as edições anteriores da SGDQ combinadas. |
| Awesome Games Done Quick 2016 | 3 a 9 de janeiro de 2016          | 156                  | Prevent Cancer Foundation        | 1 213 256,99 dólares  | Máquina de pinball No Fear | Primeira edição da AGDQ a não ultrapassawr o total de doações do ano anterior. |
| Summer Games Done Quick 2016  | 3 a 9 de julho de 2016            | por anunciar         | Médicos sem Fronteiras           | por determinar        | por determinar | por determinar |